# Fiona Allen
Fiona Allen (n. 13 de marzo de 1965) es una comediante y actriz inglesa.

## Carrera
Allen ha aparecido en varios programas, incluyendo Smack the Pony, Goodness Gracious Me y The All Comedy Show como ella misma. También ha aparecido en series de televisión como Dalziel y Pascoe y Coronation Street, así como  en la comedia de Happiness junto a Paul Whitehouse. 
Posteriormente apareció como Sandra, en la versión cinematográfica de la tira cómica de Viz The Fat Slags, y como miembro del jurado en un episodio de  Mock the Week.
Allen apareció en el primer episodio de la segunda temporada del drama adolescente de E4 Skins, interpretando a la mamá de Jackie Maxxie Oliver. También apareció en el drama de la BBC Waterloo Road como Georgia Stevenson.

## Vida personal
Allen se casó con Michael Parkinson, también llamado Michael. Juntos tienen dos hijas, Miel y Sofía, y un hijo, Félix.
A finales de 1980 trabajó en la recepción en el club nocturno de Manchester.
- Datos: Q3745787